# Jacopo Sarno
Jacopo Furio Sarno (Milano, 1º settembre 1989) è un attore e cantante italiano.
Attivo nel mondo della recitazione fin da bambino, ha esordito recitando in diverse sitcom, la maggior parte prodotte da Mediaset. Negli anni duemila ha proseguito l'attività di attore anche in teatro e al cinema, oltre che in televisione, dove è divenuto uno dei volti noti delle sitcom prodotte da Disney Channel. Nel corso della sua carriera si è cimentato anche nell'incisione di dischi e nella conduzione televisiva.

## Carriera
Figlio degli avvocati Patrizia Bissi e Franz A. Sarno, ha debuttato come attore nel 1996, recitando nella sit-com di Canale 5 Io e la mamma, al fianco di Gerry Scotti e Delia Scala, interpretando il ruolo di Paolino. Nel 1996 ha inoltre recitato nel cortometraggio Il soffitto, per la regia di Barbara Nava.
Nel 1999 ha debuttato al cinema nel film Fantozzi 2000 - La clonazione.
Nel 2000 è tornato in televisione, sempre su Canale 5 e sempre con una sit-com, Don Luca, dove ha interpretato il ruolo di Mirko per una stagione. Nel 2001 è tornato a recitare in una sit-com, Bradipo, andata in onda su MTV Italia; dopo tre anni di pausa, ha interpretato una piccola parte nella sit-com Il mammo, con Enzo Iacchetti e Natalia Estrada.
Nel 2006 ha debuttato anche come conduttore televisivo, per la trasmissione musicale Kids' Choice Awards di Nickelodeon. L'anno successivo ha interpretato il ruolo di Jaky nel telefilm per ragazzi Quelli dell'intervallo, mentre nel 2010 ha ottenuto una parte nel film con Massimo Boldi A Natale mi sposo.
Sempre nello stesso periodo ha fatto alcune apparizioni nelle serie televisive Fiore e Tinelli e Zack e Cody sul ponte di comando, e nel video musicale del brano Grazie a te, di Ambra Lo Faro.
Nel 2011 è stato uno dei protagonisti della serie televisiva di Canale 5 Non smettere di sognare, nella parte di Filippo. Nell'estate dello stesso anno conduce, sull'emittente satellitare DeAKids, Arriva lo Zecchino, trasmissione itinerante che mostra i provini per l'edizione 2011 dello Zecchino d'Oro.

### Doppiaggio
Dal 1999 ha cominciato la sua carriera di doppiatore.
Oltre al doppiaggio di numerosi film, per ruoli di personaggi giovani e cartoni animati, ha prestato la sua voce in varie occasioni e a numerosi personaggi, tra cui il passerotto protagonista degli spot con Alessandro Del Piero, inoltre la voce di Andrea nella serie animata Gino il pollo, e di Harry Potter nei videogiochi Harry Potter e la pietra filosofale e Harry Potter e la camera dei segreti, tratti dai libri.

### Attività teatrale e musicale
Oltre all'attività di attore cinematografico e televisivo, si è esibito anche a teatro in alcuni musical, dopo aver studiato tecniche musicali, tra cui canto e solfeggio, chitarra e armonica blues. Questi studi gli hanno permesso di intraprendere anche una carriera musicale, partecipando al Festival di Castrocaro nel 2004, dove è giunto in semifinale.
Dal 2005 fino alla primavera del 2007 è stato in tournée con il musical Datemi tre caravelle, regia di Gianni Quaranta, con Alessandro Preziosi, mentre dal 2008 al 2009 ha partecipato come protagonista alla versione teatrale italiana di High School Musical - Lo spettacolo.
Nel 2009 sono stati pubblicati il suo primo album 1989 ed il primo singolo estratto dall'album, È tardi. Nel marzo 2010 è stato pubblicato l'EP eponimo Jacopo Sarno, contenente il singolo Tommy e la sedia vuota, scritto insieme a Niccolò Agliardi, e una selezione di brani di 1989.
Nel 2013 è stato protagonista del musical The Full Monty.
Successivamente recita nei film Sfumature di verità, mai diffuso in Italia, e Natale da chef.
Nel 2017 esce il suo secondo album in studio, Chapter 1, che segna il suo ritorno sulla scena musicale con lo pseudonimo Jake Sarno. I singoli "Feathers and Wax" e "Red Dancer" sono stati lanciati attraverso due videoclip musicali, il primo girato da Pablo Papeltengo, il secondo diretto da Francesco Termini

## Teatro
- Da Shakespeare a Dario Fo (2004)
- Cuore di Berlino (2004) - Teatro Verdi di Milano
- Sogno di una notte di mezza estate (2005) - Teatro Verdi di Milano
- Il borghese gentiluomo (2005)
- Sulle tracce di Omero (2005)
- Datemi tre caravelle! (2005-2007) - Musical
- High School Musical - Lo spettacolo (2008-2009) - Musical
- Full Monty (2013) - Musical
- Mamma mia (2017) - Musical
- Casanova (2022) - Opera Pop

## Filmografia

### Cinema
- Fantozzi 2000 - La clonazione, regia di Domenico Saverni (1999)
- A Natale mi sposo, regia di Paolo Costella (2010)
- Shades of truth (Sfumature di verità), regia di Liana Marabini (2015)
- Natale da chef, regia di Neri Parenti (2017)

### Televisione
- Io e la mamma, regia di Fosco Gasperi - sitcom (1997-1998)
- Don Luca, regia di Marco Maccaferri - sitcom (2000)
- Bradipo, regia di Marco Pozzi - sitcom (2001)
- Il mammo, regia di Maurizio Simonetti - sitcom, 1 episodio (2004)
- Quelli dell'intervallo - sitcom (2007-2008)
- Life Bites - sitcom, 1 episodio (2007)
- Fiore e Tinelli - sitcom, 1 episodio (2007)
- Quelli dell'intervallo in vacanza - sitcom (2008)
- Zack e Cody sul ponte di comando - sitcom, 1 episodio (2009)
- Chiamatemi Giò - sitcom, 2 episodi (2009)
- Quelli dell'Intervallo Cafe - sitcom (2010)
- Non smettere di sognare, regia di Roberto Burchielli - serie TV (2011)

## Doppiaggio

### Cinema
- Sam Ly in Tremors 4
- Arthur Moncla in Elles
- Martin Loizillon in Qualcosa nell'aria

### Animazione
- Daria: The Movie - È già autunno?
- Max in Gli Abrafax e i Pirati dei Caraibi
- Andrea in Gino il Pollo perso nella Rete

### Videogiochi
- Ken in Barbie Detective: Il mistero del Luna Park[1]
- Harry Potter in Harry Potter e la pietra filosofale[2] e Harry Potter e la camera dei segreti[3]

## Conduzioni televisive
- Kids' Choice Awards (2006)
- Arriva lo Zecchino (2011-2013)
- Zecchino d'Oro Show (2011-2012)

## Discografia

### Album
- 1989 (2009)

### EP
- Jacopo Sarno (2010)
- Angels Till Dawn (2013)

### Singoli
- Grido (2008)
- È tardi (2009)
- Ho voglia di vederti (2009)
- Vent'anni (2009)
- Tommy e la sedia vuota (2010)
- This Is Christmas (2010)
- Angels Till Dawn (2013)
- Calypso Navidad con Stefano Signoroni e Sergio Muniz (2014)